# Крайчий великий литовський
Крайчий великий литовський (пол. Krajczy wielki litewski, лат. incisor Lithuaniae) — уряд дворський Великого князівства Литовського Речі Посполитої.

## Історія
Посада крайчого з'явилися у Литві з XV століття. Першим відомим був Федько Хомич, крайчий Свидригайла 1446 року. Однак тільки наприкінці правління Казимира IV Ягеллончика формується постійний склад крайчих Великого князівства Литовського на взірець коронних. Уряд крайчого великого литовського був створений 1569 року як відповідник урядові Корони крайчого великого коронного.

## Обов'язки
Після підготовки столу стольником, до завдань крайчого входили нарізка і куштування страв під час прийомів великого князя, подавання цих страв чашнику, котрий ставив їх на стіл. Іноді перевірку їжі виконував стольник великий литовський.
Пізніше функції крайчого стали номінальними, починаючи з XVII століття цей уряд став дигнітарським. В ієрархії урядів ця посада займала досить високе місце. Зазвичай, крайчими призначалися молоді представники магнатських родів, для яких цей уряд був першою сходинкою в кар'єрі.

## Деякі відомі крайчі великі литовські

### Крайчі ВКЛ
- Олександр Юрійович Гольшанський (1486—1488)
- Миколай Радзивілл (1488—1493)
- Юрій Олександрович Гольшанський (1507—1509)
- Ян Радзивілл (1544—1551)
- Христофор Перун Радзивілл (1566—1569)

### Крайчі великі литовські
- Ян Кишка (1569—1579)
- Костянтин Острозький (1579—1588)
- Юрій Ходкевич (1588)
- Христофор Миколай Дорогостайський (1590—1592)
- Ольбрахт-Владислав Радзивілл (1622—1626)
- Олександр Людовик Радзивілл (1630—1631)
- Сигізмунд Кароль Радзивілл (1633—1638)
- Казимир Тишкевич (1642—1644)
- Михайло-Кароль Радзивілл (1645—1653)
- Михайло Казимир Радзивілл (1653—1656)
- Теодор Денгофф (1656—1658)
- Кшиштоф Потоцький (1658—1661)
- Марціан Александр Огінський (1665—1670)
- Ян Кароль Дольський (1670—1676)
- Владислав Йосафат Сапіга (1684—1699)
- Ян Миколай Радзивілл (1699—1709)
- Міхал Антоній Радзивілл (1709—1721)
- Мартін Миколай Радзивілл (1723—1752)
- Станіслав Радзивілл (1752—1759)